# Elise Thorsnes
Elise Hove Thorsnes (født 14. august 1988) er en norsk fodboldspiller, der spiller som forsvarsspiller for Avaldsnes og Norges landshold.

## Karriere
Thorsnes vandt to mesterskaber i hendes første tre sæsoner i Røa. I 2011 var hun topscorer i Toppserien for første gang med 27 mål, hvilket var personlig rekord.
Hun scorede sit første landsholdsmål for Norge mod Italien ved Algarve Cup. Hun blev ikke udtaget til VM i fodbold 2007, men i 2008 blev hun udtaget til Norges trup til Sommer-OL 2008, hvor hun spillede med i alle kampene for Norge. Hun scorede sit andet landsholdsmål mod Sverige i kvartfinalen ved EM 2009.